# Мелодия (ансамбль)
Инструментальный ансамбль «Мелодия» — эстрадно-джазовый оркестр, основанный в 1973 году при Всесоюзной фирме грамзаписи «Мелодия» Георгием Гараняном и Владимиром Чижиком (эмигрировал из СССР в 1974 году).

## История
Весь первоначальный состав ансамбля «Мелодия», за исключением бас-гитариста и барабанщика (работавших прежде у Эдди Рознера), состоял из бывших участников расформированного в 1973 году Концертного эстрадного ансамбля Всесоюзного радио и Центрального телевидения под управлением Вадима Людвиковского, включая руководителя — Георгия Гараняна, который был саксофонистом и вторым дирижёром этого музыкального коллектива.
За 13 лет под руководством Георгия Гараняна ансамблем было выпущено 16 сольных пластинок-гигантов и 9 пластинок-миньонов.
Основной деятельностью коллектива были записи в студии. 
Ансамбль «Мелодия» был расформирован в 1992 году в связи с упразднением Всесоюзной фирмы грамзаписи «Мелодия» и прекращением финансирования. 
Ансамбль имеет особое значение в истории советского джаза благодаря наиболее высококачественным грамзаписям джазовой классики в современной обработке и оригинальных произведений советских и зарубежных композиторов, а также яркому и запоминающемуся инструментальному аккомпанементу многих популярных певцов СССР и активному участию в записи музыкального сопровождения к некоторым известным кинофильмам того времени. Так как ансамбль представлял собой почти полный классический биг-бэнд с превалированием духовых инструментов, во многих случаях для более симфоничного звучания музыканты коллектива сотрудничали с развёрнутой струнной группой под управлением С. Скрипки, К. Кримца и других, а также с вокальными ансамблями. 
По стилю исполнения это блестящий, яркий оркестр, солисты которого отличались виртуозной инструментальной техникой, мощным сценическим темпераментом, а также гармоничностью звучания. Наряду с лёгкой музыкой и аккомпанементом эстрадным певцам, репертуар коллектива содержал и довольно новаторскую джазовую музыку. Так, в 1974 году ансамблем «Мелодия» был записан первый в СССР альбом в жанре джаз-фанк/фьюжн «Лабиринт. Джазовые композиции» (Всесоюзная фирма грамзаписи «Мелодия», С60 05277), на котором звучали авторские сочинения участников ансамбля.
Ансамбль «Мелодия» воссоздан в 2004 году.
В 2006 году на основе ансамбля «Мелодия» был создан «Биг-бэнд Георгия Гараняна».

## Состав
Первоначальный инструментальный состав: 3 трубы, 3 тромбона, 1—2 саксофона, ритм-группа.

### Руководители
- Георгий Гаранян — 1973—1982 годы.
- Владимир Чижик — 1973—1974 годы.
- Борис Фрумкин — с 1982 года.

### Основные аранжировщики
- Георгий Гаранян
- Борис Фрумкин
- Игорь Кантюков

### Исполнители
Первоначальный состав:
- Георгий Гаранян — альт-саксофон
- Алексей Зубов — тенор-саксофон, флейта
- Борис Фрумкин — клавишные
- Владимир Чижик — труба
- Герман Петров — труба
- Константин Бахолдин — тромбон
- Леонтий Черняк — бас-тромбон
- Александр Бухгольц — гитара
- Игорь Кантюков — бас-гитара, контрабас
- Александр Симоновский — ударные

Участвовали в разное время:
- Константин Носов — труба
- Радамес Шакаров — труба
- Геннадий Петров — труба
- Георгий Альбегов
- Анатолий Куликов — тромбон
- Михаил Цуриченко — баритон-саксофон
- Сергей Гурбелошвили — сопрано-саксофон
- Александр Пищиков — саксофон
- Виктор Гусейнов — труба
- Анатолий Васин — труба
- Вячеслав Назаров — тромбон
- Вагиф Садыхов — клавишные

## Дискография

### Инструментальные записи
- 1973 — «Ваши любимые песни играет ансамбль „Мелодия“» (СМ 04345-6)
- 1973 — «В старых ритмах» (СМ 04365-6)
- 1973 — «Популярная мозаика» (СМ 04439-40)
- 1973 — Мурад Кажлаев. «Крутые повороты». Танцевальная джазовая музыка (33 С 04535-6)
- 1974 — «Лабиринт». Джазовые композиции (С60-05277-8)
- 1974 — «Знакомые мелодии» (С60-05383-4)
- 1974 — «Рэй Коннифф в Москве» (С60-05499-500)
- 1974 — «Стены» (С62-04887-88)
- 1977 — «Хорошее настроение» (С60-08839-40)
- 1978 — «Произведения Дюка Эллингтона» (С60-09261-2)
- 1978 — «Ансамбль „Мелодия“ играет танго Оскара Строка» (С60-10283-4)
- 1980 — «Танцевальная музыка советских композиторов» (С60-13019-20)
- 1980 — «Ансамбль „Мелодия“ играет популярные русские народные и советские песни» (С60-13217-8)
- 1980 — «Утро и вечер. Танцевальная музыка Матвея Блантера» (С60-13837-38)
- 1980 — «Концерт в Бомбее» (С60-14933-34)
- 1981 — Тлес Кажгалиев. «Весна молодости». Из музыки к телефильму «Месяц на размышление» (С60-15567-8, 1 сторона)
- 1982 — «Популярная зарубежная мозаика». (Дискоклуб-4, пластинка 1) (С60-17297-98)
- 1982 — «Каравелли в Москве» (C60-18379-80)
- 1982 — «Песня остаётся с человеком: Ансамбль „Мелодия“ играет песни Аркадия Островского»(С60 18419-20 005)
- 1983 — «Барометр» (C60-19675-001) /как Джаз-квинтет солистов ансамбля «Мелодия»/
- 1983 — «Хорошо / C’est si bon» (С60 20181-2 002)
- 1983 — «Танцевальная музыка Анатолия Кирияка (Дискоклуб-11, пластинка 1)» (С60 20553-54 008)
- 1984 — «Юрий Саульский. Джазовый калейдоскоп». (С60-21107 000, 1 сторона)
- 1985 — «Весна идёт» (С60 21735 007)
- 1986 — «Besame Mucho» (С60 24079 007) (смотрите статью Bésame Mucho)
- 1986 — «Простое и сложное». Сергей Гурбелошвили, саксофон (С60 24473 005)
- 1989 — Николай Левиновский. «Пять новелл: Сюита для джаз-оркестра и солистов» (С60 29259 008)
- 2004 — «Проверено временем»[2][3]
- 2005 — Атовмян Дмитрий. «Соло для оркестра». Записи 1986—1990 гг. (MEL CD 60 01027)

### Записи с исполнителями-вокалистами
- 1980 — «Владимир Высоцкий. Песни»
- 1987 — «Это песня для близких друзей…». Песни Яна Френкеля поёт Андрей Миронов.
- 1990 — «Что прошло, то прошло». Поёт Эмиль Горовец
- 1992 — «Помнишь, осенней порой». Поёт Николай Никитский

### Записи для детей
- 1981 — «Али-Баба и сорок разбойников»
- 1983 — «Ребята, давайте жить дружно». Песни кота Леопольда (музыка Б. Савельева, текст и слова песен А. Хайта, поёт и читает А. Калягин) — Мелодия, С52 20151 007, С52 20153 001 (на двух пластинках-миньонах).
- 1989 — «Сокровища капитана Флинта». Мюзикл для детей любящих приключения (музыка Б. Савельева, сценарий и текст песен Д. Иванова и В. Трифонова) — Мелодия, С50 29633-4.

## Музыка к фильмам
- 1974 — Романс о влюблённых
- 1974 — Автомобиль, скрипка и собака Клякса
- 1978 — 31 июня
- 1979 — Я придумываю песню
- 1981 — Пора красных яблок (режиссёр — Олег Николаевский)
- 1981 — Приключения Тома Сойера и Гекльберри Финна
- 1981 — Не бойся, я с тобой
- 1983 — Покровские ворота
- 1983 — Если верить Лопотухину
- 1984 — Пеппи Длинныйчулок
- 1986 — Летние впечатления о планете Z

## Совместная деятельность

### Певцы
- Владимир Высоцкий — запись 24-х песен[4] в 1973—1974 годах (издано 23 песни).
- Анна Герман
- Ксения Георгиади
- Людмила Гурченко
- Иосиф Кобзон
- Майя Кристалинская
- Лев Лещенко
- Евгений Мартынов
- Андрей Миронов
- Николай Никитский
- Валерий Ободзинский
- Алла Пугачёва
- Валентина Толкунова
- Олег Ухналёв
- Надежда Чепрага

### Композиторы
- Альфред Шнитке — исполнение Первой симфонии
- Давид Тухманов — запись альбома «По волне моей памяти»
- Мурад Кажлаев — запись альбома «Крутые повороты» (сам Кажлаев выступил в качестве дирижёра)
- Анатолий Кирияк — запись альбомов «Дискоклуб-11» и «Дискоклуб-12А»

## Фильмография
- 1976 — Город. Осень. Ритм.
- 1976 — Грустить не надо — фильм об ансамбле «Мелодия» под управлением Г. Гараняна[5].